# Élections départementales de 2021 en Saône-et-Loire
Les élections départementales en Saône-et-Loire ont lieu les 20 et 27 juin 2021.

## Contexte départemental

### Assemblée départementale sortante
Avant les élections, le conseil départemental de Saône-et-Loire est présidé par André Accary (DVD). Il comprend 58 conseillers départementaux issus des 29 cantons de Saône-et-Loire.
| Président du conseil départemental   |       |       |      |                                          |
| André Accary (DVD)                   |       |       |      |                                          |
| Parti                                | Sigle | Sigle | Élus | Groupes                                  |
| Majorité (32 sièges)                 |       |       |      |                                          |
| Les Républicains                     |       | LR    | 23   | Union pour l'avenir de la Saône-et-Loire |
| Union des démocrates et indépendants |       | UDI   | 5    | Union pour l'avenir de la Saône-et-Loire |
| Divers droite                        |       | DVD   | 4    | Union pour l'avenir de la Saône-et-Loire |
| Opposition (26 sièges)               |       |       |      |                                          |
| Parti socialiste                     |       | PS    | 19   | La gauche 71                             |
| Divers gauche                        |       | DVG   | 3    | La gauche 71                             |
| Parti communiste français            |       | PCF   | 2    | La gauche 71                             |
| Divers centre                        |       | DVC   | 1    | La gauche 71                             |
| Parti radical de gauche              |       | PRG   | 1    | La gauche 71                             |

## Système électoral
Les élections ont lieu au scrutin majoritaire binominal à deux tours. Le système est paritaire : les candidatures sont présentées sous la forme d'un binôme composé d'une femme et d'un homme avec leurs suppléants (une femme et un homme également).
Pour être élu au premier tour, un binôme doit obtenir la majorité absolue des suffrages exprimés et un nombre de suffrages au moins égal à 25 % des électeurs inscrits. Si aucun binôme n'est élu au premier tour, seuls peuvent se présenter au second tour les binômes qui ont obtenu un nombre de suffrages au moins égal à 12,5 % des électeurs inscrits, sans possibilité pour les binômes de fusionner. Est élu au second tour le binôme qui obtient le plus grand nombre de voix.

## Résultats à l'échelle du département

### Résultats par nuances
| Binômes                  | Binômes                     | Binômes                  | Premier tour | Premier tour | Premier tour | Second tour | Second tour | Second tour | Total | +/-           |  |
| Binômes                  | Binômes                     | Binômes                  | Voix         | %            | Sièges       | Voix        | %           | Sièges      | Total | +/-           |  |
| ------------------------ | --------------------------- | ------------------------ | ------------ | ------------ | ------------ | ----------- | ----------- | ----------- | ----- | ------------- |  |
|                          | Divers droite               | DVD                      | 51 437       | 41,76        | 8            | 45 427      | 42,60       | 30          | 38    | 36            |  |
|                          | Divers gauche               | DVG                      | 25 673       | 20,84        | 0            | 28 512      | 26,74       | 12          | 12    | 12            |  |
|                          | Rassemblement national      | RN                       | 24 761       | 20,10        | 0            | 7 519       | 7,05        | 0           | 0     | en stagnation |  |
|                          | Divers                      | DIV                      | 12 413       | 10,08        | 0            | 16 098      | 15,10       | 6           | 6     | 6             |  |
|                          | Union au centre et à droite | UCD                      | 2 141        | 1,74         | 0            | 2 863       | 2,68        | 2           | 2     | Nv.           |  |
|                          | Parti socialiste            | SOC                      | 1 996        | 1,62         | 0            | 3 112       | 2,92        | 0           | 0     | 8             |  |
|                          | Écologiste                  | ECO                      | 1 560        | 1,27         | 0            | 1 857       | 1,74        | 0           | 0     | en stagnation |  |
|                          | Extrême gauche              | EXG                      | 1 366        | 1,11         | 0            |             |             |             | 0     | Nv.           |  |
|                          | Union à gauche              | UG                       | 624          | 0,51         | 0            | 1 245       | 1,17        | 0           | 0     | 16            |  |
|                          | Parti communiste français   | COM                      | 555          | 0,45         | 0            |             |             |             | 0     | 2             |  |
|                          | Les Républicains            | LR                       | 392          | 0,32         | 0            | 0           | 2           |             |       |               |  |
|                          | La République en marche     | REM                      | 269          | 0,22         | 0            | 0           | Nv.         |             |       |               |  |
|                          |                             |                          |              |              |              |             |             |             |       |               |  |
| Suffrages exprimés       | Suffrages exprimés          | Suffrages exprimés       | 123 187      | 94,38        |              | 106 633     | 92,37       |             |       |               |  |
| Votes blancs             | Votes blancs                | Votes blancs             | 4 633        | 3,55         | 5 683        | 4,92        |             |             |       |               |  |
| Votes nuls               | Votes nuls                  | Votes nuls               | 2 700        | 2,07         | 3 120        | 2,70        |             |             |       |               |  |
| Total                    | Total                       | Total                    | 130 520      | 100          | 8            | 115 436     | 100         | 50          | 58    | en stagnation |  |
| Abstentions              | Abstentions                 | Abstentions              | 268 666      | 67,30        |              | 225 087     | 66,10       |             |       |               |  |
| Inscrits / participation | Inscrits / participation    | Inscrits / participation | 399 186      | 32,70        | 340 523      | 33,90       |             |             |       |               |  |

### Assemblée départementale élue
| Président du conseil départemental   |       |       |      |                                          |
| André Accary (DVD)                   |       |       |      |                                          |
| Parti                                | Sigle | Sigle | Élus | Groupes                                  |
| Majorité (46 sièges)                 |       |       |      |                                          |
| Les Républicains                     |       | LR    | 22   | Union pour l'avenir de la Saône-et-Loire |
| Divers droite                        |       | DVD   | 15   | Union pour l'avenir de la Saône-et-Loire |
| Union des démocrates et indépendants |       | UDI   | 3    | Union pour l'avenir de la Saône-et-Loire |
| Divers droite                        |       | DVD   | 2    | Saône-et-Loire Unie                      |
| Divers centre                        |       | DVC   | 2    | Saône-et-Loire Unie                      |
| Divers gauche                        |       | DVG   | 2    | Saône-et-Loire Unie                      |
| Opposition (12 sièges)               |       |       |      |                                          |
| Parti socialiste                     |       | PS    | 7    | Gauche 71                                |
| Divers gauche                        |       | DVG   | 3    | Gauche 71                                |
| Parti communiste français            |       | PCF   | 1    | Gauche 71                                |
| Parti radical de gauche              |       | PRG   | 1    | Gauche 71                                |

### Élus par canton
| Canton                  | Conseiller Sortant          | Parti | Parti | Conseiller élu              | Parti | Parti |
| ----------------------- | --------------------------- | ----- | ----- | --------------------------- | ----- | ----- |
| Autun-1                 | Catherine Amiot             |       | LR    | Catherine Amiot             |       | LR    |
| Autun-1                 | Frédéric Brochot            |       | LR    | Frédéric Brochot            |       | LR    |
| Autun-2                 | Marie-Claude Barnay         |       | DVG   | Marie-Claude Barnay         |       | DVG   |
| Autun-2                 | Christian Gillot            |       | PS    | Didier Laubérat             |       | DVC   |
| Blanzy                  | Édith Calderon              |       | PS    | Alain Ballot                |       | DVD   |
| Blanzy                  | Jean-Yves Vernochet         |       | PS    | Sophie Clement              |       | DVD   |
| Chagny                  | Claudette Brunet-Lechenault |       | PRG   | Claudette Brunet-Lechenault |       | PRG   |
| Chagny                  | Jean-Christophe Descieux    |       | PS    | Jean-Christophe Descieux    |       | PS    |
| Chalon-sur-Saône-1      | Raymond Gonthier            |       | PS    | Alain Gaudray               |       | DVD   |
| Chalon-sur-Saône-1      | Françoise Verjux-Pelletier  |       | PS    | Dominique Melin             |       | DVD   |
| Chalon-sur-Saône-2      | Amelle Deschamps            |       | LR    | Amelle Deschamps            |       | LR    |
| Chalon-sur-Saône-2      | Jean-Vianney Guigue         |       | LR    | Jean-Vianney Guigue         |       | LR    |
| Chalon-sur-Saône-3      | Vincent Bergeret            |       | LR    | Vincent Bergeret            |       | LR    |
| Chalon-sur-Saône-3      | Isabelle Dechaume           |       | UDI   | Françoise Vaillant          |       | DVD   |
| La Chapelle-de-Guinchay | Jean-François Cognard       |       | LR    | Jean-François Cognard       |       | LR    |
| La Chapelle-de-Guinchay | Dominique Piard             |       | UDI   | Géraldine Auray             |       | DVD   |
| Charolles               | Pierre Berthier             |       | LR    | Pierre Berthier             |       | LR    |
| Charolles               | Josiane Corneloup           |       | LR    | Josiane Corneloup           |       | LR    |
| Chauffailles            | Marie-Christine Bignon      |       | LR    | Cécile Martelin             |       | DVD   |
| Chauffailles            | Arnaud Durix                |       | LR    | Arnaud Durix                |       | LR    |
| Cluny                   | Jean-Luc Fonteray           |       | PS    | Jean-Luc Fonteray           |       | PS    |
| Cluny                   | Élisabeth Lemonon           |       | PS    | Élisabeth Lemonon           |       | PS    |
| Le Creusot-1            | Sylvie Lecoeur              |       | PS    | Nadège Cantier              |       | DVG   |
| Le Creusot-1            | Bernard Durand              |       | PS    | Bernard Durand              |       | PS    |
| Le Creusot-2            | Évelyne Couillerot          |       | PS    | Évelyne Couillerot          |       | PS    |
| Le Creusot-2            | Jean-Marc Hippolyte         |       | PS    | Jean-Marc Hippolyte         |       | PS    |
| Cuiseaux                | Frédéric Cannard            |       | PS    | Frédéric Cannard            |       | PS    |
| Cuiseaux                | Sylvie Chambriat            |       | DVG   | Sylvie Chambriat            |       | DVG   |
| Digoin                  | Thierry Desjours            |       | DVD   | Thierry Desjours            |       | DVD   |
| Digoin                  | Édith Perraudin             |       | LR    | Marie-France Mauny          |       | DVD   |
| Gergy                   | Jean-Paul Diconne           |       | PS    | Nathalie Damy               |       | DVD   |
| Gergy                   | Violaine Gillet             |       | PS    | Michel Duvernois            |       | DVD   |
| Givry                   | Dominique Lanoiselet        |       | LR    | Dominique Lanoiselet        |       | LR    |
| Givry                   | Sébastien Martin            |       | LR    | Sébastien Martin            |       | LR    |
| Gueugnon                | Chantal Gien                |       | DVG   | Chantal Gien                |       | DVG   |
| Gueugnon                | Dominique Lotte             |       | DVC   | Dominique Lotte             |       | DVC   |
| Hurigny                 | Catherine Fargeot           |       | PS    | Patrick Desroches           |       | DVD   |
| Hurigny                 | André Peulet                |       | PS    | Carine Lalanne              |       | DVD   |
| Louhans                 | Mathilde Chalumeau          |       | LR    | Mathilde Chalumeau          |       | LR    |
| Louhans                 | Anthony Vadot               |       | LR    | Anthony Vadot               |       | LR    |
| Mâcon-1                 | Florence Battard            |       | UDI   | Jean-Patrick Courtois       |       | LR    |
| Mâcon-1                 | Jacques Tourny              |       | LR    | Christine Robin             |       | UDI   |
| Mâcon-2                 | Claude Cannet               |       | LR    | Claude Cannet               |       | LR    |
| Mâcon-2                 | Hervé Reynaud               |       | UDI   | Hervé Reynaud               |       | UDI   |
| Montceau-les-Mines      | Lionel Duparay              |       | LR    | Lionel Duparay              |       | LR    |
| Montceau-les-Mines      | Marie-Thérèse Frizot        |       | DVD   | Marie-Thérèse Frizot        |       | DVD   |
| Ouroux-sur-Saône        | Jean-Michel Desmard         |       | LR    | Jean-Michel Desmard         |       | LR    |
| Ouroux-sur-Saône        | Élisabeth Roblot            |       | LR    | Élisabeth Roblot            |       | LR    |
| Paray-le-Monial         | André Accary                |       | DVD   | André Accary                |       | DVD   |
| Paray-le-Monial         | Carole Chenuet              |       | LR    | Carole Chenuet              |       | LR    |
| Pierre-de-Bresse        | Aline Gruet                 |       | LR    | Aline Gruet                 |       | LR    |
| Pierre-de-Bresse        | Bertrand Rouffiange         |       | DVD   | Sébastien Jacquard          |       | DVD   |
| Saint-Rémy              | Christine Louvel            |       | PS    | Raymond Burdin              |       | LR    |
| Saint-Rémy              | Fernand Renault             |       | PS    | Florence Plissonnier        |       | DVD   |
| Saint-Vallier           | Eda Berger                  |       | PCF   | Viviane Perrin              |       | DVG   |
| Saint-Vallier           | Alain Philibert             |       | PCF   | Alain Philibert             |       | PCF   |
| Tournus                 | Jean-Claude Becousse        |       | LR    | Jean-Claude Becousse        |       | LR    |
| Tournus                 | Colette Beltjens            |       | UDI   | Colette Beltjens            |       | UDI   |

## Résultats par canton
Les binômes sont présentés par ordre décroissant des résultats au premier tour. En cas de victoire au second tour du binôme arrivé en deuxième place au premier, ses résultats sont indiqués en gras.

### Canton d'Autun-1
| Candidats                | Candidats                | Partis                   | Nuance                   | Premier tour | Premier tour | Second tour | Second tour |
| Candidats                | Candidats                | Partis                   | Nuance                   | Voix         | %            | Voix        | %           |
| ------------------------ | ------------------------ | ------------------------ | ------------------------ | ------------ | ------------ | ----------- | ----------- |
|                          | Catherine Amiot          | LR                       | DVD                      | 3 361        | 76,46        | 3 765       | 76,01       |
|                          | Frédéric Brochot         | LR                       | DVD                      | 3 361        | 76,46        | 3 765       | 76,01       |
|                          | Fabrice Bernardi         | RN                       | RN                       | 1 035        | 23,54        | 1 188       | 23,99       |
|                          | Laurence Boira           | RN                       | RN                       | 1 035        | 23,54        | 1 188       | 23,99       |
|                          |                          |                          |                          |              |              |             |             |
| Suffrages exprimés       | Suffrages exprimés       | Suffrages exprimés       | Suffrages exprimés       | 4 396        | 90,92        | 4 953       | 91,72       |
| Votes blancs             | Votes blancs             | Votes blancs             | Votes blancs             | 267          | 5,52         | 270         | 5,00        |
| Votes nuls               | Votes nuls               | Votes nuls               | Votes nuls               | 172          | 3,56         | 177         | 3,28        |
| Total                    | Total                    | Total                    | Total                    | 4 835        | 100          | 5 400       | 100         |
| Abstention               | Abstention               | Abstention               | Abstention               | 9 759        | 66,87        | 9 209       | 63,04       |
| Inscrits / participation | Inscrits / participation | Inscrits / participation | Inscrits / participation | 14 594       | 33,13        | 14 609      | 36,96       |

### Canton d'Autun-2
| Candidats                | Candidats                | Partis                   | Nuance                   | Premier tour | Premier tour | Second tour | Second tour |
| Candidats                | Candidats                | Partis                   | Nuance                   | Voix         | %            | Voix        | %           |
| ------------------------ | ------------------------ | ------------------------ | ------------------------ | ------------ | ------------ | ----------- | ----------- |
|                          | Marie-Claude Barnay      | DVG                      | DIV                      | 3 288        | 72,04        | 3 651       | 73,61       |
|                          | Didier Laubérat          | DVC                      | DIV                      | 3 288        | 72,04        | 3 651       | 73,61       |
|                          | Fabricia Bouillet        | RN                       | RN                       | 1 276        | 27,96        | 1 309       | 26,39       |
|                          | Dany Delmas              | RN                       | RN                       | 1 276        | 27,96        | 1 309       | 26,39       |
|                          |                          |                          |                          |              |              |             |             |
| Suffrages exprimés       | Suffrages exprimés       | Suffrages exprimés       | Suffrages exprimés       | 4 564        | 91,37        | 4 960       | 93,44       |
| Votes blancs             | Votes blancs             | Votes blancs             | Votes blancs             | 248          | 4,96         | 198         | 3,73        |
| Votes nuls               | Votes nuls               | Votes nuls               | Votes nuls               | 183          | 3,66         | 150         | 2,83        |
| Total                    | Total                    | Total                    | Total                    | 4 995        | 100          | 5 308       | 100         |
| Abstention               | Abstention               | Abstention               | Abstention               | 8 257        | 62,31        | 7 947       | 59,95       |
| Inscrits / participation | Inscrits / participation | Inscrits / participation | Inscrits / participation | 13 252       | 37,69        | 13 255      | 40,05       |

### Canton de Blanzy
| Candidats                | Candidats                | Partis                   | Nuance                   | Premier tour | Premier tour | Second tour | Second tour |
| Candidats                | Candidats                | Partis                   | Nuance                   | Voix         | %            | Voix        | %           |
| ------------------------ | ------------------------ | ------------------------ | ------------------------ | ------------ | ------------ | ----------- | ----------- |
|                          | Edith Calderon           | PS                       | DVG                      | 1 373        | 32,49        | 2 133       | 49,02       |
|                          | Jean-Marc Frizot         | DVG                      | DVG                      | 1 373        | 32,49        | 2 133       | 49,02       |
|                          | Alain Ballot             | DVD                      | DIV                      | 1 328        | 31,42        | 2 218       | 50,98       |
|                          | Sophie Clement           | DVD                      | DIV                      | 1 328        | 31,42        | 2 218       | 50,98       |
|                          | Fanny Gelin              | RN                       | RN                       | 1 012        | 23,95        |             |             |
|                          | Olivier Pernette         | RN                       | RN                       | 1 012        | 23,95        |             |             |
|                          | Sabrina de Araujo        | LFI                      | DVG                      | 513          | 12,14        |             |             |
|                          | Jean-Claude Hamon        | DVG                      | DVG                      | 513          | 12,14        |             |             |
|                          |                          |                          |                          |              |              |             |             |
| Suffrages exprimés       | Suffrages exprimés       | Suffrages exprimés       | Suffrages exprimés       | 4 226        | 95,03        | 4 351       | 91,20       |
| Votes blancs             | Votes blancs             | Votes blancs             | Votes blancs             | 144          | 3,24         | 286         | 5,99        |
| Votes nuls               | Votes nuls               | Votes nuls               | Votes nuls               | 77           | 1,73         | 134         | 2,81        |
| Total                    | Total                    | Total                    | Total                    | 4 447        | 100          | 4 771       | 100         |
| Abstention               | Abstention               | Abstention               | Abstention               | 10 134       | 69,50        | 9 811       | 67,28       |
| Inscrits / participation | Inscrits / participation | Inscrits / participation | Inscrits / participation | 14 581       | 30,50        | 14 582      | 32,72       |

### Canton de Chagny
| Candidats                | Candidats                   | Partis                   | Nuance                   | Premier tour | Premier tour | Second tour | Second tour |
| Candidats                | Candidats                   | Partis                   | Nuance                   | Voix         | %            | Voix        | %           |
| ------------------------ | --------------------------- | ------------------------ | ------------------------ | ------------ | ------------ | ----------- | ----------- |
|                          | Claudette Brunet-Lechenault | PRG                      | DVG                      | 1 870        | 41,14        | 2 365       | 50,02       |
|                          | Jean-Christophe Descieux    | PS                       | DVG                      | 1 870        | 41,14        | 2 365       | 50,02       |
|                          | Sébastien Laurent           | DVD                      | DVD                      | 1 639        | 36,05        | 2 363       | 49,98       |
|                          | Sylvie Trapon               | DVD                      | DVD                      | 1 639        | 36,05        | 2 363       | 49,98       |
|                          | Sandrine Baroin             | RN                       | RN                       | 1 037        | 22,81        |             |             |
|                          | Thomas Rigaud               | RN                       | RN                       | 1 037        | 22,81        |             |             |
|                          |                             |                          |                          |              |              |             |             |
| Suffrages exprimés       | Suffrages exprimés          | Suffrages exprimés       | Suffrages exprimés       | 4 546        | 94,35        | 4 728       | 90,98       |
| Votes blancs             | Votes blancs                | Votes blancs             | Votes blancs             | 175          | 3,63         | 297         | 5,71        |
| Votes nuls               | Votes nuls                  | Votes nuls               | Votes nuls               | 97           | 2,01         | 172         | 3,31        |
| Total                    | Total                       | Total                    | Total                    | 4 818        | 100          | 5 197       | 100         |
| Abstention               | Abstention                  | Abstention               | Abstention               | 10 077       | 67,65        | 9 698       | 65,11       |
| Inscrits / participation | Inscrits / participation    | Inscrits / participation | Inscrits / participation | 14 895       | 32,35        | 14 895      | 34,89       |

### Canton de Chalon-sur-Saône-1
| Candidats                | Candidats                  | Partis                   | Nuance                   | Premier tour | Premier tour | Second tour | Second tour |
| Candidats                | Candidats                  | Partis                   | Nuance                   | Voix         | %            | Voix        | %           |
| ------------------------ | -------------------------- | ------------------------ | ------------------------ | ------------ | ------------ | ----------- | ----------- |
|                          | Alain Gaudray              | DVD                      | DVD                      | 1 185        | 38,19        | 2 003       | 60,96       |
|                          | Dominique Melin            | DVD                      | DVD                      | 1 185        | 38,19        | 2 003       | 60,96       |
|                          | Raymond Gonthier           | PS                       | SOC                      | 742          | 23,91        | 1 283       | 39,04       |
|                          | Françoise Verjux-Pelletier | PS                       | SOC                      | 742          | 23,91        | 1 283       | 39,04       |
|                          | Philippe Ddelapraz         | RN                       | RN                       | 691          | 22,27        |             |             |
|                          | Martine Gemelli            | RN                       | RN                       | 691          | 22,27        |             |             |
|                          | Sylvain Dumas              | LREM                     | REM                      | 269          | 8,67         |             |             |
|                          | Sadia El Hayani            | LREM                     | REM                      | 269          | 8,67         |             |             |
|                          | Anne Jost                  | LFI                      | EXG                      | 216          | 6,96         |             |             |
|                          | Hervé Maillot              | PCF                      | EXG                      | 216          | 6,96         |             |             |
|                          |                            |                          |                          |              |              |             |             |
| Suffrages exprimés       | Suffrages exprimés         | Suffrages exprimés       | Suffrages exprimés       | 3 103        | 96,28        | 3 286       | 92,67       |
| Votes blancs             | Votes blancs               | Votes blancs             | Votes blancs             | 72           | 2,23         | 162         | 4,57        |
| Votes nuls               | Votes nuls                 | Votes nuls               | Votes nuls               | 48           | 1,49         | 98          | 2,76        |
| Total                    | Total                      | Total                    | Total                    | 3 223        | 100          | 3 546       | 100         |
| Abstention               | Abstention                 | Abstention               | Abstention               | 8 522        | 72,56        | 8 202       | 69,82       |
| Inscrits / participation | Inscrits / participation   | Inscrits / participation | Inscrits / participation | 11 745       | 27,44        | 11 748      | 30,18       |

### Canton de Chalon-sur-Saône-2
| Candidats                | Candidats                | Partis                   | Nuance                   | Premier tour | Premier tour | Second tour | Second tour |
| Candidats                | Candidats                | Partis                   | Nuance                   | Voix         | %            | Voix        | %           |
| ------------------------ | ------------------------ | ------------------------ | ------------------------ | ------------ | ------------ | ----------- | ----------- |
|                          | Amelle Deschamps         | LR                       | DVD                      | 2 205        | 52,00        | 2 864       | 62,29       |
|                          | Jean-Vianney Guigue      | LR                       | DVD                      | 2 205        | 52,00        | 2 864       | 62,29       |
|                          | Sébastien Lagoutte       | DVG                      | DVG                      | 1 430        | 33,73        | 1 734       | 37,71       |
|                          | Christine Laoues         | DVG                      | DVG                      | 1 430        | 33,73        | 1 734       | 37,71       |
|                          | Franck Charbonnier       | RN                       | RN                       | 605          | 14,27        |             |             |
|                          | Michelle Juan            | RN                       | RN                       | 605          | 14,27        |             |             |
|                          |                          |                          |                          |              |              |             |             |
| Suffrages exprimés       | Suffrages exprimés       | Suffrages exprimés       | Suffrages exprimés       | 4 240        | 96,01        | 4 598       | 94,63       |
| Votes blancs             | Votes blancs             | Votes blancs             | Votes blancs             | 99           | 2,24         | 158         | 3,25        |
| Votes nuls               | Votes nuls               | Votes nuls               | Votes nuls               | 77           | 1,74         | 103         | 2,12        |
| Total                    | Total                    | Total                    | Total                    | 4 416        | 100          | 4 859       | 100         |
| Abstention               | Abstention               | Abstention               | Abstention               | 8 696        | 66,32        | 8 250       | 62,93       |
| Inscrits / participation | Inscrits / participation | Inscrits / participation | Inscrits / participation | 13 112       | 33,68        | 13 109      | 37,07       |

### Canton de Chalon-sur-Saône-3
| Candidats                | Candidats                | Partis                   | Nuance                   | Premier tour | Premier tour | Second tour | Second tour |
| Candidats                | Candidats                | Partis                   | Nuance                   | Voix         | %            | Voix        | %           |
| ------------------------ | ------------------------ | ------------------------ | ------------------------ | ------------ | ------------ | ----------- | ----------- |
|                          | Vincent Bergeret         | LR                       | DVD                      | 1 710        | 50,31        | 2 321       | 64,96       |
|                          | Françoise Vaillant       | DVD                      | DVD                      | 1 710        | 50,31        | 2 321       | 64,96       |
|                          | Francine Chopard         | DVG                      | DVG                      | 691          | 20,33        | 1 252       | 35,04       |
|                          | Christophe Regard        | DVG                      | DVG                      | 691          | 20,33        | 1 252       | 35,04       |
|                          | Nadine Galland           | RN                       | RN                       | 577          | 16,98        |             |             |
|                          | Chaouki Ouarhani         | RN                       | RN                       | 577          | 16,98        |             |             |
|                          | Sandra Gaudillère        | DVG                      | DVG                      | 421          | 12,39        |             |             |
|                          | Ivan Maréchal            | DVG                      | DVG                      | 421          | 12,39        |             |             |
|                          |                          |                          |                          |              |              |             |             |
| Suffrages exprimés       | Suffrages exprimés       | Suffrages exprimés       | Suffrages exprimés       | 3 399        | 96,13        | 3 573       | 93,27       |
| Votes blancs             | Votes blancs             | Votes blancs             | Votes blancs             | 86           | 2,43         | 154         | 4,02        |
| Votes nuls               | Votes nuls               | Votes nuls               | Votes nuls               | 51           | 1,44         | 104         | 2,71        |
| Total                    | Total                    | Total                    | Total                    | 3 536        | 100          | 3 831       | 100         |
| Abstention               | Abstention               | Abstention               | Abstention               | 8 554        | 70,75        | 8 256       | 68,30       |
| Inscrits / participation | Inscrits / participation | Inscrits / participation | Inscrits / participation | 12 090       | 29,25        | 12 087      | 31,70       |

### Canton de La Chapelle-de-Guinchay
| Candidats                | Candidats                | Partis                   | Nuance                   | Premier tour | Premier tour | Second tour | Second tour |
| Candidats                | Candidats                | Partis                   | Nuance                   | Voix         | %            | Voix        | %           |
| ------------------------ | ------------------------ | ------------------------ | ------------------------ | ------------ | ------------ | ----------- | ----------- |
|                          | Géraldine Auray          | DVD                      | DVD                      | 2 560        | 48,89        | 3 386       | 64,58       |
|                          | Jean-François Cognard    | LR                       | DVD                      | 2 560        | 48,89        | 3 386       | 64,58       |
|                          | Fabienne Lacharme        | EÉLV                     | ECO                      | 1 560        | 29,79        | 1 857       | 35,42       |
|                          | Guilhem Pinatel          | EÉLV                     | ECO                      | 1 560        | 29,79        | 1 857       | 35,42       |
|                          | Myriam Bize              | RN                       | RN                       | 1 116        | 21,31        |             |             |
|                          | Michel Méresse           | RN                       | RN                       | 1 116        | 21,31        |             |             |
|                          |                          |                          |                          |              |              |             |             |
| Suffrages exprimés       | Suffrages exprimés       | Suffrages exprimés       | Suffrages exprimés       | 5 236        | 95,32        | 5 243       | 92,49       |
| Votes blancs             | Votes blancs             | Votes blancs             | Votes blancs             | 164          | 2,99         | 314         | 5,54        |
| Votes nuls               | Votes nuls               | Votes nuls               | Votes nuls               | 93           | 1,69         | 112         | 1,98        |
| Total                    | Total                    | Total                    | Total                    | 5 493        | 100          | 5 669       | 100         |
| Abstention               | Abstention               | Abstention               | Abstention               | 12 536       | 69,53        | 12 362      | 68,56       |
| Inscrits / participation | Inscrits / participation | Inscrits / participation | Inscrits / participation | 18 029       | 30,47        | 18 031      | 31,44       |

### Canton de Charolles
| Candidats                | Candidats                | Partis                   | Nuance                   | Premier tour | Premier tour |
| Candidats                | Candidats                | Partis                   | Nuance                   | Voix         | %            |
| ------------------------ | ------------------------ | ------------------------ | ------------------------ | ------------ | ------------ |
|                          | Pierre Berthier          | LR                       | DVD                      | 3 505        | 84,25        |
|                          | Josiane Corneloup        | LR                       | DVD                      | 3 505        | 84,25        |
|                          | Gilles Ducret            | RN                       | RN                       | 655          | 15,75        |
|                          | Evelyne Jurain           | RN                       | RN                       | 655          | 15,75        |
|                          |                          |                          |                          |              |              |
| Suffrages exprimés       | Suffrages exprimés       | Suffrages exprimés       | Suffrages exprimés       | 4 160        | 91,73        |
| Votes blancs             | Votes blancs             | Votes blancs             | Votes blancs             | 272          | 6,00         |
| Votes nuls               | Votes nuls               | Votes nuls               | Votes nuls               | 103          | 2,27         |
| Total                    | Total                    | Total                    | Total                    | 4 535        | 100          |
| Abstention               | Abstention               | Abstention               | Abstention               | 7 496        | 62,31        |
| Inscrits / participation | Inscrits / participation | Inscrits / participation | Inscrits / participation | 12 031       | 37,69        |

### Canton de Chauffailles
| Candidats                | Candidats                | Partis                   | Nuance                   | Premier tour | Premier tour |
| Candidats                | Candidats                | Partis                   | Nuance                   | Voix         | %            |
| ------------------------ | ------------------------ | ------------------------ | ------------------------ | ------------ | ------------ |
|                          | Arnaud Durix             | LR                       | DVD                      | 3 863        | 80,58        |
|                          | Cécile Martelin          | DVD                      | DVD                      | 3 863        | 80,58        |
|                          | Linda Cicognani          | RN                       | RN                       | 931          | 19,42        |
|                          | Emmanuel Lorphelin       | RN                       | RN                       | 931          | 19,42        |
|                          |                          |                          |                          |              |              |
| Suffrages exprimés       | Suffrages exprimés       | Suffrages exprimés       | Suffrages exprimés       | 4 794        | 91,35        |
| Votes blancs             | Votes blancs             | Votes blancs             | Votes blancs             | 321          | 6,12         |
| Votes nuls               | Votes nuls               | Votes nuls               | Votes nuls               | 133          | 2,53         |
| Total                    | Total                    | Total                    | Total                    | 5 248        | 100          |
| Abstention               | Abstention               | Abstention               | Abstention               | 10 069       | 65,74        |
| Inscrits / participation | Inscrits / participation | Inscrits / participation | Inscrits / participation | 15 317       | 34,26        |

### Canton de Cluny
| Candidats                | Candidats                | Partis                   | Nuance                   | Premier tour | Premier tour | Second tour | Second tour |
| Candidats                | Candidats                | Partis                   | Nuance                   | Voix         | %            | Voix        | %           |
| ------------------------ | ------------------------ | ------------------------ | ------------------------ | ------------ | ------------ | ----------- | ----------- |
|                          | Jean-Luc Fonteray        | PS                       | DVG                      | 2 878        | 60,17        | 3 221       | 67,05       |
|                          | Élisabeth Lemonon        | PS                       | DVG                      | 2 878        | 60,17        | 3 221       | 67,05       |
|                          | Julien Deniboire         | DVD                      | DIV                      | 1 255        | 26,24        | 1 583       | 32,95       |
|                          | Sophie Lagrost           | DVD                      | DIV                      | 1 255        | 26,24        | 1 583       | 32,95       |
|                          | Catherine Condamin       | RN                       | RN                       | 650          | 13,59        |             |             |
|                          | Olivier Damien           | RN                       | RN                       | 650          | 13,59        |             |             |
|                          |                          |                          |                          |              |              |             |             |
| Suffrages exprimés       | Suffrages exprimés       | Suffrages exprimés       | Suffrages exprimés       | 4 783        | 96,43        | 4 804       | 94,83       |
| Votes blancs             | Votes blancs             | Votes blancs             | Votes blancs             | 106          | 2,14         | 185         | 3,65        |
| Votes nuls               | Votes nuls               | Votes nuls               | Votes nuls               | 71           | 1,43         | 77          | 1,52        |
| Total                    | Total                    | Total                    | Total                    | 4 960        | 100          | 5 066       | 100         |
| Abstention               | Abstention               | Abstention               | Abstention               | 6 872        | 58,08        | 6 766       | 57,18       |
| Inscrits / participation | Inscrits / participation | Inscrits / participation | Inscrits / participation | 11 832       | 41,92        | 11 832      | 42,82       |

### Canton du Creusot-1
| Candidats                | Candidats                | Partis                   | Nuance                   | Premier tour | Premier tour | Second tour | Second tour |
| Candidats                | Candidats                | Partis                   | Nuance                   | Voix         | %            | Voix        | %           |
| ------------------------ | ------------------------ | ------------------------ | ------------------------ | ------------ | ------------ | ----------- | ----------- |
|                          | Nadège Cantier           | DVG                      | DIV                      | 1 243        | 43,84        | 1 728       | 60,06       |
|                          | Bernard Durand           | PS                       | DIV                      | 1 243        | 43,84        | 1 728       | 60,06       |
|                          | Marie-France Ferry       | DVD                      | DIV                      | 726          | 25,61        | 1 149       | 39,94       |
|                          | Jean Gadrey              | DVD                      | DIV                      | 726          | 25,61        | 1 149       | 39,94       |
|                          | Francine Malaty          | RN                       | RN                       | 593          | 20,92        |             |             |
|                          | Édouard Pimet            | RN                       | RN                       | 593          | 20,92        |             |             |
|                          | Serge Desbrosses         | PCF                      | COM                      | 273          | 9,63         |             |             |
|                          | Evelyne Rogowicz         | PCF                      | COM                      | 273          | 9,63         |             |             |
|                          |                          |                          |                          |              |              |             |             |
| Suffrages exprimés       | Suffrages exprimés       | Suffrages exprimés       | Suffrages exprimés       | 2 835        | 94,66        | 2 877       | 91,57       |
| Votes blancs             | Votes blancs             | Votes blancs             | Votes blancs             | 87           | 2,90         | 154         | 4,90        |
| Votes nuls               | Votes nuls               | Votes nuls               | Votes nuls               | 73           | 2,44         | 111         | 3,53        |
| Total                    | Total                    | Total                    | Total                    | 2 995        | 100          | 3 142       | 100         |
| Abstention               | Abstention               | Abstention               | Abstention               | 8 057        | 72,90        | 7 912       | 71,58       |
| Inscrits / participation | Inscrits / participation | Inscrits / participation | Inscrits / participation | 11 052       | 27,10        | 11 054      | 28,42       |

### Canton du Creusot-2
| Candidats                | Candidats                | Partis                   | Nuance                   | Premier tour | Premier tour | Second tour | Second tour |
| Candidats                | Candidats                | Partis                   | Nuance                   | Voix         | %            | Voix        | %           |
| ------------------------ | ------------------------ | ------------------------ | ------------------------ | ------------ | ------------ | ----------- | ----------- |
|                          | Évelyne Couillerot       | PS                       | DVG                      | 1 749        | 49,66        | 2 285       | 64,22       |
|                          | Jean-Marc Hippolyte      | PS                       | DVG                      | 1 749        | 49,66        | 2 285       | 64,22       |
|                          | Valérie Ménager          | DVD                      | DIV                      | 693          | 19,68        | 1 273       | 35,78       |
|                          | Michel Suchaut           | DVD                      | DIV                      | 693          | 19,68        | 1 273       | 35,78       |
|                          | Fabien Félix             | RN                       | RN                       | 631          | 17,92        |             |             |
|                          | Ingrid Lebas             | RN                       | RN                       | 631          | 17,92        |             |             |
|                          | Salima Belhadj-Tahar     | DVD                      | DVD                      | 449          | 12,75        |             |             |
|                          | Sébastien d'Ingeo        | DVD                      | DVD                      | 449          | 12,75        |             |             |
|                          |                          |                          |                          |              |              |             |             |
| Suffrages exprimés       | Suffrages exprimés       | Suffrages exprimés       | Suffrages exprimés       | 3 522        | 93,62        | 3 558       | 89,22       |
| Votes blancs             | Votes blancs             | Votes blancs             | Votes blancs             | 128          | 3,40         | 278         | 6,97        |
| Votes nuls               | Votes nuls               | Votes nuls               | Votes nuls               | 112          | 2,98         | 152         | 3,81        |
| Total                    | Total                    | Total                    | Total                    | 3 762        | 100          | 3 988       | 100         |
| Abstention               | Abstention               | Abstention               | Abstention               | 8 116        | 68,33        | 7 892       | 66,43       |
| Inscrits / participation | Inscrits / participation | Inscrits / participation | Inscrits / participation | 11 878       | 31,67        | 11 880      | 33,57       |

### Canton de Cuiseaux
| Candidats                | Candidats                | Partis                   | Nuance                   | Premier tour | Premier tour | Second tour | Second tour |
| Candidats                | Candidats                | Partis                   | Nuance                   | Voix         | %            | Voix        | %           |
| ------------------------ | ------------------------ | ------------------------ | ------------------------ | ------------ | ------------ | ----------- | ----------- |
|                          | Frédéric Cannard         | PS                       | DVG                      | 2 055        | 45,31        | 2 661       | 56,56       |
|                          | Sylvie Chambriat         | DVG                      | DVG                      | 2 055        | 45,31        | 2 661       | 56,56       |
|                          | Sébastien Fierimonte     | DVD                      | DIV                      | 1 447        | 31,91        | 2 044       | 43,44       |
|                          | Carole Rivoire-Jacquinot | DVD                      | DIV                      | 1 447        | 31,91        | 2 044       | 43,44       |
|                          | Guy Arcucci              | RN                       | RN                       | 1 033        | 22,78        |             |             |
|                          | Nathalie Giraud          | RN                       | RN                       | 1 033        | 22,78        |             |             |
|                          |                          |                          |                          |              |              |             |             |
| Suffrages exprimés       | Suffrages exprimés       | Suffrages exprimés       | Suffrages exprimés       | 4 535        | 95,63        | 4 705       | 92,36       |
| Votes blancs             | Votes blancs             | Votes blancs             | Votes blancs             | 142          | 2,99         | 281         | 5,52        |
| Votes nuls               | Votes nuls               | Votes nuls               | Votes nuls               | 65           | 1,37         | 108         | 2,12        |
| Total                    | Total                    | Total                    | Total                    | 4 742        | 100          | 5 094       | 100         |
| Abstention               | Abstention               | Abstention               | Abstention               | 10 179       | 68,22        | 9 831       | 65,87       |
| Inscrits / participation | Inscrits / participation | Inscrits / participation | Inscrits / participation | 14 921       | 31,78        | 14 925      | 34,13       |

### Canton de Digoin
| Candidats                | Candidats                | Partis                   | Nuance                   | Premier tour | Premier tour | Second tour | Second tour |
| Candidats                | Candidats                | Partis                   | Nuance                   | Voix         | %            | Voix        | %           |
| ------------------------ | ------------------------ | ------------------------ | ------------------------ | ------------ | ------------ | ----------- | ----------- |
|                          | Thierry Desjours         | DVD                      | DVD                      | 2 635        | 76,64        | 2 786       | 78,46       |
|                          | Marie-France Mauny       | DVD                      | DVD                      | 2 635        | 76,64        | 2 786       | 78,46       |
|                          | Alain Lagoutte           | RN                       | RN                       | 803          | 23,36        | 765         | 21,54       |
|                          | Nathalie Roze            | RN                       | RN                       | 803          | 23,36        | 765         | 21,54       |
|                          |                          |                          |                          |              |              |             |             |
| Suffrages exprimés       | Suffrages exprimés       | Suffrages exprimés       | Suffrages exprimés       | 3 438        | 89,60        | 3 551       | 91,36       |
| Votes blancs             | Votes blancs             | Votes blancs             | Votes blancs             | 216          | 5,63         | 194         | 4,99        |
| Votes nuls               | Votes nuls               | Votes nuls               | Votes nuls               | 183          | 4,77         | 142         | 3,65        |
| Total                    | Total                    | Total                    | Total                    | 3 837        | 100          | 3 887       | 100         |
| Abstention               | Abstention               | Abstention               | Abstention               | 9 487        | 71,20        | 9 434       | 70,82       |
| Inscrits / participation | Inscrits / participation | Inscrits / participation | Inscrits / participation | 13 324       | 28,80        | 13 321      | 29,18       |

### Canton de Gergy
| Candidats                | Candidats                | Partis                   | Nuance                   | Premier tour | Premier tour | Second tour | Second tour |
| Candidats                | Candidats                | Partis                   | Nuance                   | Voix         | %            | Voix        | %           |
| ------------------------ | ------------------------ | ------------------------ | ------------------------ | ------------ | ------------ | ----------- | ----------- |
|                          | Nathalie Damy            | DVD                      | DVD                      | 1 546        | 36,24        | 2 468       | 57,44       |
|                          | Michel Duvernois         | DVD                      | DVD                      | 1 546        | 36,24        | 2 468       | 57,44       |
|                          | Violaine Gillet          | PS                       | SOC                      | 1 254        | 29,40        | 1 829       | 42,56       |
|                          | Didier Réty              | PS                       | SOC                      | 1 254        | 29,40        | 1 829       | 42,56       |
|                          | Marjorie Fortin          | RN                       | RN                       | 1 009        | 23,65        |             |             |
|                          | Arnaud Sanvert           | RN                       | RN                       | 1 009        | 23,65        |             |             |
|                          | Marie-Françoise Couzon   | DVG                      | DVG                      | 457          | 10,71        |             |             |
|                          | Philippe Decroocq        | DVG                      | DVG                      | 457          | 10,71        |             |             |
|                          |                          |                          |                          |              |              |             |             |
| Suffrages exprimés       | Suffrages exprimés       | Suffrages exprimés       | Suffrages exprimés       | 4 266        | 95,41        | 4 297       | 91,93       |
| Votes blancs             | Votes blancs             | Votes blancs             | Votes blancs             | 124          | 2,77         | 261         | 5,58        |
| Votes nuls               | Votes nuls               | Votes nuls               | Votes nuls               | 81           | 1,81         | 116         | 2,48        |
| Total                    | Total                    | Total                    | Total                    | 4 471        | 100          | 4 674       | 100         |
| Abstention               | Abstention               | Abstention               | Abstention               | 8 776        | 66,25        | 8 574       | 64,72       |
| Inscrits / participation | Inscrits / participation | Inscrits / participation | Inscrits / participation | 13 247       | 33,75        | 13 248      | 35,28       |

### Canton de Givry
| Candidats                | Candidats                | Partis                   | Nuance                   | Premier tour | Premier tour |
| Candidats                | Candidats                | Partis                   | Nuance                   | Voix         | %            |
| ------------------------ | ------------------------ | ------------------------ | ------------------------ | ------------ | ------------ |
|                          | Dominique Lanoiselet     | LR                       | DVD                      | 4 701        | 81,69        |
|                          | Sébastien Martin         | LR                       | DVD                      | 4 701        | 81,69        |
|                          | Françoise Delapraz       | RN                       | RN                       | 1 054        | 18,31        |
|                          | Gilles Meunier           | RN                       | RN                       | 1 054        | 18,31        |
|                          |                          |                          |                          |              |              |
| Suffrages exprimés       | Suffrages exprimés       | Suffrages exprimés       | Suffrages exprimés       | 5 755        | 91,05        |
| Votes blancs             | Votes blancs             | Votes blancs             | Votes blancs             | 379          | 6,00         |
| Votes nuls               | Votes nuls               | Votes nuls               | Votes nuls               | 187          | 2,96         |
| Total                    | Total                    | Total                    | Total                    | 6 321        | 100          |
| Abstention               | Abstention               | Abstention               | Abstention               | 10 124       | 61,56        |
| Inscrits / participation | Inscrits / participation | Inscrits / participation | Inscrits / participation | 16 445       | 38,44        |

### Canton de Gueugnon
| Candidats                | Candidats                | Partis                   | Nuance                   | Premier tour | Premier tour | Second tour | Second tour |
| Candidats                | Candidats                | Partis                   | Nuance                   | Voix         | %            | Voix        | %           |
| ------------------------ | ------------------------ | ------------------------ | ------------------------ | ------------ | ------------ | ----------- | ----------- |
|                          | Chantal Gien             | DVG                      | DVG                      | 2 120        | 57,78        | 2 493       | 70,52       |
|                          | Dominique Lotte          | DVC                      | DVG                      | 2 120        | 57,78        | 2 493       | 70,52       |
|                          | Alain Bailly             | DVG                      | DIV                      | 864          | 23,55        | 1 042       | 29,48       |
|                          | Liliane Rehby            | DVG                      | DIV                      | 864          | 23,55        | 1 042       | 29,48       |
|                          | Ophélie Jolivot          | RN                       | RN                       | 685          | 18,67        |             |             |
|                          | Alain Lathuillère        | RN                       | RN                       | 685          | 18,67        |             |             |
|                          |                          |                          |                          |              |              |             |             |
| Suffrages exprimés       | Suffrages exprimés       | Suffrages exprimés       | Suffrages exprimés       | 3 669        | 93,69        | 3 535       | 89,63       |
| Votes blancs             | Votes blancs             | Votes blancs             | Votes blancs             | 150          | 3,83         | 234         | 5,93        |
| Votes nuls               | Votes nuls               | Votes nuls               | Votes nuls               | 97           | 2,48         | 175         | 4,44        |
| Total                    | Total                    | Total                    | Total                    | 3 916        | 100          | 3 944       | 100         |
| Abstention               | Abstention               | Abstention               | Abstention               | 7 282        | 65,03        | 7 251       | 64,77       |
| Inscrits / participation | Inscrits / participation | Inscrits / participation | Inscrits / participation | 11 198       | 34,97        | 11 195      | 35,23       |

### Canton d'Hurigny
| Candidats                | Candidats                | Partis                   | Nuance                   | Premier tour | Premier tour | Second tour | Second tour |
| Candidats                | Candidats                | Partis                   | Nuance                   | Voix         | %            | Voix        | %           |
| ------------------------ | ------------------------ | ------------------------ | ------------------------ | ------------ | ------------ | ----------- | ----------- |
|                          | Patrick Desroches        | DVD                      | DVD                      | 2 433        | 42,59        | 3 520       | 63,30       |
|                          | Carine Lalanne           | DVD                      | DVD                      | 2 433        | 42,59        | 3 520       | 63,30       |
|                          | Catherine Bouley         | DVG                      | DVG                      | 1 180        | 20,65        | 2 041       | 36,70       |
|                          | Patrick Monin            | EELV                     | DVG                      | 1 180        | 20,65        | 2 041       | 36,70       |
|                          | Catherine Fargeot        | PS                       | DVG                      | 1 124        | 19,67        |             |             |
|                          | Pascal Gaguin            | DVG                      | DVG                      | 1 124        | 19,67        |             |             |
|                          | Serge Baclet             | RN                       | RN                       | 976          | 17,08        |             |             |
|                          | Stéphanie Renuy          | RN                       | RN                       | 976          | 17,08        |             |             |
|                          |                          |                          |                          |              |              |             |             |
| Suffrages exprimés       | Suffrages exprimés       | Suffrages exprimés       | Suffrages exprimés       | 5 713        | 96,54        | 5 561       | 93,15       |
| Votes blancs             | Votes blancs             | Votes blancs             | Votes blancs             | 150          | 2,53         | 301         | 5,04        |
| Votes nuls               | Votes nuls               | Votes nuls               | Votes nuls               | 55           | 0,93         | 108         | 1,81        |
| Total                    | Total                    | Total                    | Total                    | 5 918        | 100          | 5 970       | 100         |
| Abstention               | Abstention               | Abstention               | Abstention               | 11 351       | 65,73        | 11 302      | 65,44       |
| Inscrits / participation | Inscrits / participation | Inscrits / participation | Inscrits / participation | 17 269       | 34,27        | 17 272      | 34,56       |

### Canton de Louhans
| Candidats                | Candidats                | Partis                   | Nuance                   | Premier tour | Premier tour | Second tour | Second tour |
| Candidats                | Candidats                | Partis                   | Nuance                   | Voix         | %            | Voix        | %           |
| ------------------------ | ------------------------ | ------------------------ | ------------------------ | ------------ | ------------ | ----------- | ----------- |
|                          | Mathilde Chalumeau       | LR                       | DVD                      | 3 381        | 67,00        | 4 172       | 80,40       |
|                          | Anthony Vadot            | LR                       | DVD                      | 3 381        | 67,00        | 4 172       | 80,40       |
|                          | Cyriak Cuenin            | RN                       | RN                       | 846          | 16,77        | 1 017       | 19,60       |
|                          | Annie Hassler            | RN                       | RN                       | 846          | 16,77        | 1 017       | 19,60       |
|                          | Pierre Chanteloze        | LFI                      | DVG                      | 435          | 8,62         |             |             |
|                          | Geneviève Juhé           | EÉLV                     | DVG                      | 435          | 8,62         |             |             |
|                          | Thibaut Buatois          | DVG                      | DVG                      | 384          | 7,61         |             |             |
|                          | Sandrine Cretin          | DVG                      | DVG                      | 384          | 7,61         |             |             |
|                          |                          |                          |                          |              |              |             |             |
| Suffrages exprimés       | Suffrages exprimés       | Suffrages exprimés       | Suffrages exprimés       | 5 046        | 96,35        | 5 189       | 94,04       |
| Votes blancs             | Votes blancs             | Votes blancs             | Votes blancs             | 113          | 2,16         | 212         | 3,84        |
| Votes nuls               | Votes nuls               | Votes nuls               | Votes nuls               | 78           | 1,49         | 117         | 2,12        |
| Total                    | Total                    | Total                    | Total                    | 5 237        | 100          | 5 518       | 100         |
| Abstention               | Abstention               | Abstention               | Abstention               | 10 283       | 66,26        | 10 000      | 64,44       |
| Inscrits / participation | Inscrits / participation | Inscrits / participation | Inscrits / participation | 15 520       | 33,74        | 15 518      | 35,56       |

### Canton de Mâcon-1
| Candidats                | Candidats                | Partis                   | Nuance                   | Premier tour | Premier tour | Second tour | Second tour |
| Candidats                | Candidats                | Partis                   | Nuance                   | Voix         | %            | Voix        | %           |
| ------------------------ | ------------------------ | ------------------------ | ------------------------ | ------------ | ------------ | ----------- | ----------- |
|                          | Jean-Patrick Courtois    | LR                       | UCD                      | 2 141        | 47,30        | 2 863       | 63,48       |
|                          | Christine Robin          | UDI                      | UCD                      | 2 141        | 47,30        | 2 863       | 63,48       |
|                          | Emmanuel Jallageas       | GRS                      | DVG                      | 1 212        | 26,78        | 1 647       | 36,52       |
|                          | Claire Miséréré          | EÉLV                     | DVG                      | 1 212        | 26,78        | 1 647       | 36,52       |
|                          | Dominique Ciclet         | RN                       | RN                       | 781          | 17,26        |             |             |
|                          | Aurélien Dutremble       | RN                       | RN                       | 781          | 17,26        |             |             |
|                          | Véronique Bonneau        | LR                       | LR                       | 392          | 8,66         |             |             |
|                          | Laurent Voisin           | LR                       | LR                       | 392          | 8,66         |             |             |
|                          |                          |                          |                          |              |              |             |             |
| Suffrages exprimés       | Suffrages exprimés       | Suffrages exprimés       | Suffrages exprimés       | 4 526        | 95,99        | 4 510       | 91,67       |
| Votes blancs             | Votes blancs             | Votes blancs             | Votes blancs             | 134          | 2,84         | 260         | 5,28        |
| Votes nuls               | Votes nuls               | Votes nuls               | Votes nuls               | 55           | 1,17         | 150         | 3,05        |
| Total                    | Total                    | Total                    | Total                    | 4 715        | 100          | 4 920       | 100         |
| Abstention               | Abstention               | Abstention               | Abstention               | 11 186       | 70,35        | 10 984      | 69,06       |
| Inscrits / participation | Inscrits / participation | Inscrits / participation | Inscrits / participation | 15 901       | 29,65        | 15 904      | 30,94       |

### Canton de Mâcon-2
| Candidats                | Candidats                | Partis                   | Nuance                   | Premier tour | Premier tour | Second tour | Second tour |
| Candidats                | Candidats                | Partis                   | Nuance                   | Voix         | %            | Voix        | %           |
| ------------------------ | ------------------------ | ------------------------ | ------------------------ | ------------ | ------------ | ----------- | ----------- |
|                          | Claude Cannet            | LR                       | DVD                      | 1 169        | 39,78        | 1 753       | 58,47       |
|                          | Hervé Reynaud            | UDI                      | DVD                      | 1 169        | 39,78        | 1 753       | 58,47       |
|                          | Olivier Leprevost        | LFI                      | UG                       | 624          | 21,23        | 1 245       | 41,53       |
|                          | Céline Vinauger          | PCF                      | UG                       | 624          | 21,23        | 1 245       | 41,53       |
|                          | José Martinez            | PS                       | DVG                      | 587          | 19,97        |             |             |
|                          | Catherine N'Diaye        | PS                       | DVG                      | 587          | 19,97        |             |             |
|                          | Didier Bize              | RN                       | RN                       | 559          | 19,02        |             |             |
|                          | Marie Thouin             | RN                       | RN                       | 559          | 19,02        |             |             |
|                          |                          |                          |                          |              |              |             |             |
| Suffrages exprimés       | Suffrages exprimés       | Suffrages exprimés       | Suffrages exprimés       | 2 939        | 95,98        | 2 998       | 91,93       |
| Votes blancs             | Votes blancs             | Votes blancs             | Votes blancs             | 82           | 2,68         | 171         | 5,24        |
| Votes nuls               | Votes nuls               | Votes nuls               | Votes nuls               | 41           | 1,34         | 92          | 2,82        |
| Total                    | Total                    | Total                    | Total                    | 3 062        | 100          | 3 261       | 100         |
| Abstention               | Abstention               | Abstention               | Abstention               | 7 972        | 72,25        | 7 773       | 70,45       |
| Inscrits / participation | Inscrits / participation | Inscrits / participation | Inscrits / participation | 11 034       | 27,75        | 11 034      | 29,55       |

### Canton de Montceau-les-Mines
| Candidats                | Candidats                | Partis                   | Nuance                   | Premier tour | Premier tour | Second tour | Second tour |
| Candidats                | Candidats                | Partis                   | Nuance                   | Voix         | %            | Voix        | %           |
| ------------------------ | ------------------------ | ------------------------ | ------------------------ | ------------ | ------------ | ----------- | ----------- |
|                          | Lionel Duparay           | DVD                      | DVD                      | 1 104        | '37,34       | 1 717       | 54,91       |
|                          | Marie-Thérèse Frizot     | DVD                      | DVD                      | 1 104        | '37,34       | 1 717       | 54,91       |
|                          | Farida Benrabia          | PS                       | DIV                      | 875          | 29,59        | 1 410       | 45,09       |
|                          | Laurent Selvez           | PS                       | DIV                      | 875          | 29,59        | 1 410       | 45,09       |
|                          | Claude Bobin             | RN                       | RN                       | 766          | 25,90        |             |             |
|                          | Nicoleta Marin           | RN                       | RN                       | 766          | 25,90        |             |             |
|                          | Nagette Baroche          | LFI                      | EXG                      | 212          | 7,17         |             |             |
|                          | David Bigot              | PCF                      | EXG                      | 212          | 7,17         |             |             |
|                          |                          |                          |                          |              |              |             |             |
| Suffrages exprimés       | Suffrages exprimés       | Suffrages exprimés       | Suffrages exprimés       | 2 957        | 96,16        | 3 127       | 91,25       |
| Votes blancs             | Votes blancs             | Votes blancs             | Votes blancs             | 67           | 2,18         | 185         | 5,40        |
| Votes nuls               | Votes nuls               | Votes nuls               | Votes nuls               | 51           | 1,66         | 115         | 3,36        |
| Total                    | Total                    | Total                    | Total                    | 3 075        | 100          | 3 427       | 100         |
| Abstention               | Abstention               | Abstention               | Abstention               | 9 035        | 74,61        | 8 683       | 71,70       |
| Inscrits / participation | Inscrits / participation | Inscrits / participation | Inscrits / participation | 12 110       | 25,39        | 12 110      | 28,30       |

### Canton d'Ouroux-sur-Saône
| Candidats                | Candidats                | Partis                   | Nuance                   | Premier tour | Premier tour | Second tour | Second tour |
| Candidats                | Candidats                | Partis                   | Nuance                   | Voix         | %            | Voix        | %           |
| ------------------------ | ------------------------ | ------------------------ | ------------------------ | ------------ | ------------ | ----------- | ----------- |
|                          | Jean-Michel Desmard      | LR                       | DVD                      | 3 027        | 75,98        | 3 259       | 77,06       |
|                          | Élisabeth Roblot         | LR                       | DVD                      | 3 027        | 75,98        | 3 259       | 77,06       |
|                          | Valérie Deloge           | RN                       | RN                       | 957          | 24,02        | 970         | 22,94       |
|                          | Alain Taulin             | RN                       | RN                       | 957          | 24,02        | 970         | 22,94       |
|                          |                          |                          |                          |              |              |             |             |
| Suffrages exprimés       | Suffrages exprimés       | Suffrages exprimés       | Suffrages exprimés       | 3 984        | 91,54        | 4 229       | 92,82       |
| Votes blancs             | Votes blancs             | Votes blancs             | Votes blancs             | 242          | 5,56         | 227         | 4,98        |
| Votes nuls               | Votes nuls               | Votes nuls               | Votes nuls               | 126          | 2,90         | 100         | 2,19        |
| Total                    | Total                    | Total                    | Total                    | 4 352        | 100          | 4 556       | 100         |
| Abstention               | Abstention               | Abstention               | Abstention               | 8 397        | 65,86        | 8 194       | 64,27       |
| Inscrits / participation | Inscrits / participation | Inscrits / participation | Inscrits / participation | 12 749       | 34,14        | 12 750      | 35,73       |

### Canton de Paray-le-Monial
| Candidats                | Candidats                | Partis                   | Nuance                   | Premier tour | Premier tour |
| Candidats                | Candidats                | Partis                   | Nuance                   | Voix         | %            |
| ------------------------ | ------------------------ | ------------------------ | ------------------------ | ------------ | ------------ |
|                          | André Accary             | DVD                      | DVD                      | 4 218        | 76,73        |
|                          | Carole Chenuet           | LR                       | DVD                      | 4 218        | 76,73        |
|                          | Rachel Cras              | RN                       | RN                       | 701          | 12,75        |
|                          | Emmanuel Jolivot         | RN                       | RN                       | 701          | 12,75        |
|                          | Jacqueline Bramant       | LFI                      | EXG                      | 578          | 10,51        |
|                          | Pierre-Gaël Laveder      | GJ                       | EXG                      | 578          | 10,51        |
|                          |                          |                          |                          |              |              |
| Suffrages exprimés       | Suffrages exprimés       | Suffrages exprimés       | Suffrages exprimés       | 5 497        | 96,68        |
| Votes blancs             | Votes blancs             | Votes blancs             | Votes blancs             | 120          | 2,11         |
| Votes nuls               | Votes nuls               | Votes nuls               | Votes nuls               | 69           | 1,21         |
| Total                    | Total                    | Total                    | Total                    | 5 686        | 100          |
| Abstention               | Abstention               | Abstention               | Abstention               | 9 209        | 61,83        |
| Inscrits / participation | Inscrits / participation | Inscrits / participation | Inscrits / participation | 14 895       | 38,17        |

### Canton de Pierre-de-Bresse
| Candidats                | Candidats                | Partis                   | Nuance                   | Premier tour | Premier tour | Second tour | Second tour |
| Candidats                | Candidats                | Partis                   | Nuance                   | Voix         | %            | Voix        | %           |
| ------------------------ | ------------------------ | ------------------------ | ------------------------ | ------------ | ------------ | ----------- | ----------- |
|                          | Aline Gruet              | LR                       | DVD                      | 2 351        | 56,41        | 3 141       | 73,66       |
|                          | Sébastien Jacquard       | DVD                      | DVD                      | 2 351        | 56,41        | 3 141       | 73,66       |
|                          | Ghislaine Fraisse        | RN                       | RN                       | 1 035        | 24,83        | 1 123       | 26,34       |
|                          | Bertrand Rouffiange      | DVD                      | RN                       | 1 035        | 24,83        | 1 123       | 26,34       |
|                          | Élisabeth Canard         | DVG                      | DVG                      | 782          | 18,76        |             |             |
|                          | Sébastien Roth           | DVG                      | DVG                      | 782          | 18,76        |             |             |
|                          |                          |                          |                          |              |              |             |             |
| Suffrages exprimés       | Suffrages exprimés       | Suffrages exprimés       | Suffrages exprimés       | 4 168        | 95,88        | 4 264       | 92,37       |
| Votes blancs             | Votes blancs             | Votes blancs             | Votes blancs             | 98           | 2,25         | 247         | 5,35        |
| Votes nuls               | Votes nuls               | Votes nuls               | Votes nuls               | 81           | 1,86         | 105         | 2,27        |
| Total                    | Total                    | Total                    | Total                    | 4 347        | 100          | 4 616       | 100         |
| Abstention               | Abstention               | Abstention               | Abstention               | 7 575        | 63,54        | 7 307       | 61,28       |
| Inscrits / participation | Inscrits / participation | Inscrits / participation | Inscrits / participation | 11 922       | 36,46        | 11 923      | 38,72       |

### Canton de Saint-Rémy
| Candidats                | Candidats                | Partis                   | Nuance                   | Premier tour | Premier tour | Second tour | Second tour |
| Candidats                | Candidats                | Partis                   | Nuance                   | Voix         | %            | Voix        | %           |
| ------------------------ | ------------------------ | ------------------------ | ------------------------ | ------------ | ------------ | ----------- | ----------- |
|                          | Raymond Burdin           | DVD                      | DVD                      | 1 903        | 39,07        | 2 817       | 53,31       |
|                          | Florence Plissonnier     | DVD                      | DVD                      | 1 903        | 39,07        | 2 817       | 53,31       |
|                          | Stéphane Hugon           | DVG                      | DVG                      | 1 643        | 33,73        | 2 467       | 46,69       |
|                          | Christine Louvel         | PS                       | DVG                      | 1 643        | 33,73        | 2 467       | 46,69       |
|                          | Dominique Faure          | RN                       | RN                       | 965          | 19,81        |             |             |
|                          | Marie-Noëlle Jincohalsa  | RN                       | RN                       | 965          | 19,81        |             |             |
|                          | Laurence Hoeffling       | PCF                      | EXG                      | 360          | 7,39         |             |             |
|                          | Oswald Le Comte          | PCF                      | EXG                      | 360          | 7,39         |             |             |
|                          |                          |                          |                          |              |              |             |             |
| Suffrages exprimés       | Suffrages exprimés       | Suffrages exprimés       | Suffrages exprimés       | 4 871        | 95,68        | 5 284       | 93,65       |
| Votes blancs             | Votes blancs             | Votes blancs             | Votes blancs             | 128          | 2,51         | 216         | 3,83        |
| Votes nuls               | Votes nuls               | Votes nuls               | Votes nuls               | 92           | 1,81         | 142         | 2,52        |
| Total                    | Total                    | Total                    | Total                    | 5 091        | 100          | 5 642       | 100         |
| Abstention               | Abstention               | Abstention               | Abstention               | 10 701       | 67,76        | 10 153      | 64,28       |
| Inscrits / participation | Inscrits / participation | Inscrits / participation | Inscrits / participation | 15 792       | 32,24        | 15 795      | 35,72       |

### Canton de Saint-Vallier
| Candidats                | Candidats                | Partis                   | Nuance                   | Premier tour | Premier tour | Second tour | Second tour |
| Candidats                | Candidats                | Partis                   | Nuance                   | Voix         | %            | Voix        | %           |
| ------------------------ | ------------------------ | ------------------------ | ------------------------ | ------------ | ------------ | ----------- | ----------- |
|                          | Viviane Perrin           | DVG                      | DVG                      | 1 503        | 45,28        | 2 356       | 67,26       |
|                          | Alain Philibert,         | PCF                      | DVG                      | 1 503        | 45,28        | 2 356       | 67,26       |
|                          | Jocelyne Lorphelin       | RN                       | RN                       | 840          | 25,31        | 1 147       | 32,74       |
|                          | Franck Pieta             | RN                       | RN                       | 840          | 25,31        | 1 147       | 32,74       |
|                          | Rafaël Freniche          | DVD                      | DIV                      | 694          | 20,91        |             |             |
|                          | Sandrine Lonak           | DVD                      | DIV                      | 694          | 20,91        |             |             |
|                          | Maria Rigault            | PCF                      | COM                      | 282          | 8,50         |             |             |
|                          | Christian Tramoy         | PCF                      | COM                      | 282          | 8,50         |             |             |
|                          |                          |                          |                          |              |              |             |             |
| Suffrages exprimés       | Suffrages exprimés       | Suffrages exprimés       | Suffrages exprimés       | 3 319        | 94,96        | 3 503       | 91,97       |
| Votes blancs             | Votes blancs             | Votes blancs             | Votes blancs             | 121          | 3,46         | 194         | 5,09        |
| Votes nuls               | Votes nuls               | Votes nuls               | Votes nuls               | 55           | 1,57         | 112         | 2,94        |
| Total                    | Total                    | Total                    | Total                    | 3 495        | 100          | 3 809       | 100         |
| Abstention               | Abstention               | Abstention               | Abstention               | 10 178       | 74,44        | 9 868       | 72,15       |
| Inscrits / participation | Inscrits / participation | Inscrits / participation | Inscrits / participation | 13 673       | 25,56        | 13 677      | 27,85       |

### Canton de Tournus
| Candidats                | Candidats                | Partis                   | Nuance                   | Premier tour | Premier tour | Second tour | Second tour |
| Candidats                | Candidats                | Partis                   | Nuance                   | Voix         | %            | Voix        | %           |
| ------------------------ | ------------------------ | ------------------------ | ------------------------ | ------------ | ------------ | ----------- | ----------- |
|                          | Jean-Claude Becousse     | LR                       | DVD                      | 2 492        | 53,02        | 3 092       | 62,48       |
|                          | Colette Beltjens         | UDI                      | DVD                      | 2 492        | 53,02        | 3 092       | 62,48       |
|                          | Delphine Dugué           | PS                       | DVG                      | 1 266        | 26,94        | 1 857       | 37,52       |
|                          | Mickaël Maniez           | DVG                      | DVG                      | 1 266        | 26,94        | 1 857       | 37,52       |
|                          | Macine Mezaour           | RN                       | RN                       | 942          | 20,04        |             |             |
|                          | Danielle Perret          | RN                       | RN                       | 942          | 20,04        |             |             |
|                          |                          |                          |                          |              |              |             |             |
| Suffrages exprimés       | Suffrages exprimés       | Suffrages exprimés       | Suffrages exprimés       | 4 700        | 94,15        | 4 949       | 92,66       |
| Votes blancs             | Votes blancs             | Votes blancs             | Votes blancs             | 198          | 3,97         | 244         | 4,57        |
| Votes nuls               | Votes nuls               | Votes nuls               | Votes nuls               | 94           | 1,88         | 148         | 2,77        |
| Total                    | Total                    | Total                    | Total                    | 4 992        | 100          | 5 341       | 100         |
| Abstention               | Abstention               | Abstention               | Abstention               | 9 786        | 66,22        | 9 428       | 63,84       |
| Inscrits / participation | Inscrits / participation | Inscrits / participation | Inscrits / participation | 14 778       | 33,78        | 14 769      | 36,16       |